# Lukostřelba na Letních olympijských hrách 2004
Lukostřelba na Letních olympijských hrách 2004 probíhala na Panathinaiko Stadium v Athénách. 12. srpna proběhlo kvalifikační kolo, od 15. do 21. srpna pak byly na programu jednotlivé soutěže.

## Medailisté

### Muži
| Kategorie   | Zlato                                                           | Stříbro                                                            | Bronz                                                              |
| ----------- | --------------------------------------------------------------- | ------------------------------------------------------------------ | ------------------------------------------------------------------ |
| Jednotlivci | Marco Galiazzo · Itálie (ITA)                                   | Hiroši Jamamoto · Japonsko (JPN)                                   | Tim Cuddihy · Austrálie (AUS)                                      |
| Družstvo    | Jižní Korea (KOR) · Im Tong-hjon · Jang Yong-Ho · Park Kyung-Mo | Tchaj-wan (TPE) · Chen Szu-yuan · Liu Ming-huang · Wang Cheng-pang | Ukrajina (UKR) · Dmytro Hrachov · Viktor Ruban · Oleksandr Serdyuk |

### Ženy
| Kategorie     | Zlato                                                       | Stříbro                                          | Bronz                                                   |
| ------------- | ----------------------------------------------------------- | ------------------------------------------------ | ------------------------------------------------------- |
| Jednotlivkyně | Pak Song-hjon · Jižní Korea (KOR)                           | I Song-čin · Jižní Korea (KOR)                   | Alison Williamson · Velká Británie (GBR)                |
| Družstvo      | Jižní Korea (KOR) · I Song-čin · Pak Song-hjon · Jun Mi-čin | Čína (CHN) · He Ying · Lin Sang · Zhang Juanjuan | Tchaj-wan (TPE) · Chen Li-Ju · Wu Hui-ju · Yuan Shu-chi |

## Medailové pořadí
| Pořadí | Země                 | Zlato | Stříbro | Bronz | Celkově |
| ------ | -------------------- | ----- | ------- | ----- | ------- |
| 1.     | Jižní Korea (KOR)    | 3     | 1       | 0     | 4       |
| 2.     | Itálie (ITA)         | 1     | 0       | 0     | 1       |
| 3.     | Tchaj-wan (TPE)      | 0     | 1       | 1     | 2       |
| 4.     | Čína (CHN)           | 0     | 1       | 0     | 1       |
| 4.     | Japonsko (JPN)       | 0     | 1       | 0     | 1       |
| 6.     | Austrálie (AUS)      | 0     | 0       | 1     | 1       |
| 6.     | Velká Británie (GBR) | 0     | 0       | 1     | 1       |
| 6.     | Ukrajina (UKR)       | 0     | 0       | 1     | 1       |

## Zúčastněné země
Do bojů o medaile zasáhlo 128 lukostřelců ze 43 zemí.
- Austrálie (6)
- Bělorusko (2)
- Bhútán (2)
- Bulharsko (1)
- Čína (5)
- Dánsko (1)
- Egypt (4)
- Fidži (1)
- Filipíny (1)
- Finsko (1)
- Francie (6)
- Gruzie (2)
- Indie (6)
- Indonésie (2)
- Itálie (4)
- Japonsko (6)
- Jihoafrická republika (1)
- Jižní Korea (6)
- Kanada (2)
- Kazachstán (3)
- Kuba (1)
- Laos (1)
- Lucembursko (1)
- Malajsie (1)
- Mauricius (1)
- Mexiko (3)
- Myanmar (1)
- Německo (4)
- Nizozemsko (3)
- Nový Zéland (1)
- Polsko (4)
- Rusko (5)
- Řecko (6)
- Salvador (1)
- Spojené státy americké (6)
- Španělsko (2)
- Švédsko (3)
- Tádžikistán (1)
- Tchaj-wan (6)
- Tonga (1)
- Turecko (4)
- Ukrajina (6)
- Velká Británie (4)